# Hjallis Harkimo
Harry Juhani "Hjallis" Harkimo, född 2 november 1953 i Helsingfors, är en finlandssvensk affärsman, politiker, tidigare sportjournalist och seglare. Han har uppfört Hartwall Arena och är sportmanager. Han är diplomekonom. Sedan 1991 äger han Jokerit.

## Karriär
Harkimo har medverkat i åtminstone tre TV-program: Sorainen, Diili och det egna pratprogrammet Hjalliksen kanssa ("Med Hjallis"). Han har varit sportmanager åt bland andra Kiira Korpi, Minea Blomqvist, Marcus Grönholm och Jarkko Nieminen
Harkimo har en gedigen seglingsbakgrund. Han har deltagit i Whitbread-seglatsen två gånger, en gång som kapten. Han är den första finländare som har seglat jorden runt ensam i tävling.
Harkimo var Vegas sommarpratare år 2014.

## Familj
Harkimo har varit gift två gånger. Han har två söner från första äktenskapet och ytterligare en son från det andra äktenskapet. Hans far är filmregissören Osmo Harkimo. Modern Doris är från industrisläkten Hackman och drev familjeföretaget Avente, specialiserat på presentartiklar. Harkimo har en yngre bror, Roy, som är född 1954.

## Utmärkelser
- Riddartecknet av I klass av Finlands Vita Ros’ orden,  6 december 2023[8]

[Redigera Wikidata]